# 劉鈞 (陳王)
劉鈞（1世紀？—117年9月13日），東漢陳國第2任陳王，陳敬王劉羨之子，諡號思。
劉鈞聰慧，但品性和其父不同。他超越禮制按照天子的禮制行大射之禮，接著清除異己，只要是他看不上眼的官吏，就想法設法把人家擠走。陳敬王劉羨的正室夫人李儀出身名門，但不是劉鈞的親生母親，對他管教嚴格，劉鈞對李儀非常憎恨，於永元十一年（99年）派客隗久殺死了李儀娘家的家屬。後來官吏捕獲了兇手，劉鈞殺人滅口。有關部門奏報朝廷劉鈞的罪行，劉鈞被削去西華、項、新陽三個縣的封邑。後來劉鈞娶了李嬈為小妾，因為小妾是從皇宮掖庭裡出來的，按禮是不能嫁給劉氏宗族，為此劉鈞又被削去圉、宜祿、扶溝三個縣的封邑。劉鈞在位21年，死後由兒子劉竦繼位。